# Lili Boulanger
Lili Boulanger, nome d'arte di Juliette-Marie Olga Boulanger (Parigi, 21 agosto 1893 – Mézy-sur-Seine, 15 marzo 1918), è stata una compositrice francese, sorella minore della compositrice, direttrice d'orchestra e insegnante Nadia Boulanger.

## Biografia
Lili nacque in una famiglia di musicisti. Suo padre Ernest Boulanger (1815-1900), era un compositore, Prix de Rome nel 1835, e insegnante di canto al conservatorio di Parigi. Sua madre, Raisa Myšeckaja, era una cantante russa, originaria di San Pietroburgo. L'ambiente familiare le fu dunque propizio allo studio della musica, arte per la quale la giovane Lili mostrò una precoce predisposizione. Già dall'età di sei anni era in grado di leggere la musica ancor prima di imparare a leggere, così iniziò a studiare l'armonia. Gabriel Fauré, amico di famiglia, si meravigliò della sua precocità e le impartì le prime lezioni di pianoforte. Di salute fragile, affetta dal morbo di Crohn, venne istruita a domicilio da famosi docenti, in particolare Georges Caussade per la fuga e il contrappunto. Studiò, oltre al pianoforte, il violino, il violoncello, l'arpa — ebbe come insegnante il celebre arpista Alphonse Hasselmans —, l'organo. Venne avviata alla composizione dalla sorella Nadia, ma non è rimasto di queste opere giovanili altro che la Valse en mi majeur, composta nel 1906.
Nel 1909 Boulanger entrò al Conservatorio di Parigi, nella classe di composizione musicale di Paul Vidal. Concorse una prima volta al Prix de Rome nel 1912, ma fu costretta a ritirarsi per motivi di salute. Si ripresentò l'anno successivo e divenne, nel 1913, la prima donna a vincere il Prix de Rome di composizione musicale, con la cantata Faust et Hélène (premio diviso con Claude Delvincourt). Una prima esecuzione pubblica dell'opera avvenne il 16 novembre 1913 con l'Orchestre Colonne al Théâtre du Châtelet ottenendo un ottimo successo, sia di pubblico che di critica. Il 24 novembre fu ricevuta al Palazzo dell'Eliseo dal presidente Raymond Poincaré.

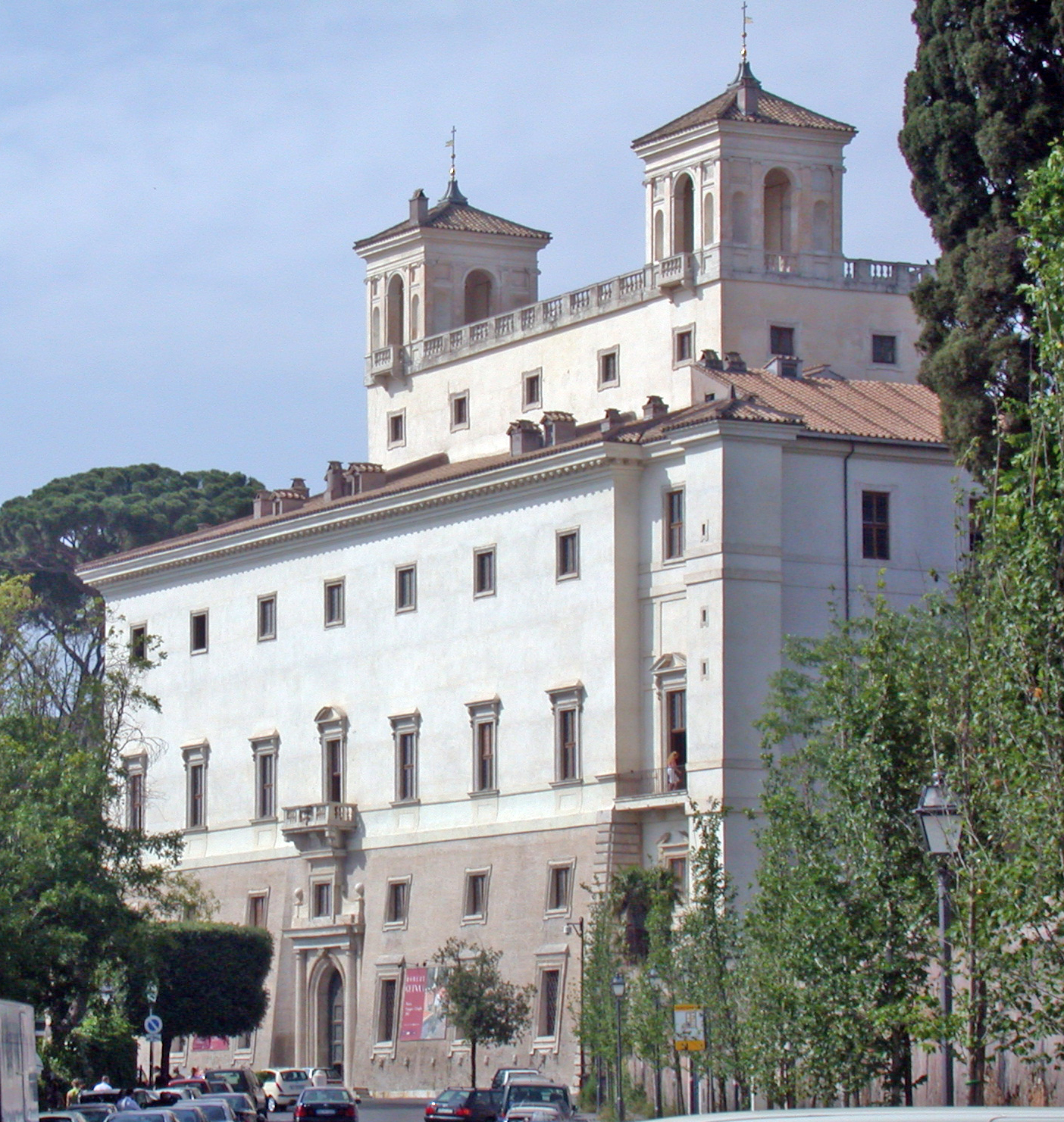
Villa Medici

Nel 1914 Boulanger partì per l'Italia per incontrare i vincitori del Prix de Rome all'Accademia di Francia a Villa Medici. Nel corso di questo suo primo soggiorno di quattro mesi - accorciato dallo scoppio della prima guerra mondiale -, iniziò a comporre i suoi tre salmi (XXIV, CXXIX, CXXX) e Vieille prière bouddhique, opere che non saranno completate prima del 1917. In questo stesso anno si sottopose ad un intervento chirurgico che però non migliorò il suo stato di salute.
Nel 1918, sul letto di morte, dettò alla sorella la sua ultima opera, Pie Jesu. Affetta da tubercolosi intestinale, Lili Boulanger morì prematuramente all'età di 24 anni. È sepolta al cimitero di Montmartre come sua sorella Nadia.
Le sue composizioni includono pezzi orchestrali per pianoforte, organo, violino, violoncello, oboe o flauto e, soprattutto, pezzi vocali su poemi di Jammes, Maeterlinck, Alfred de Musset. La diagnosi precoce della sua malattia sembra aver accresciuto la sua creatività artistica e le sue numerose opere, d'ispirazione biblica o mistica, appaiono marchiate dal suo tragico destino. Molte di queste sono rimaste incompiute o sono andate perdute.

## Opere
- Valse en mi majeur, per pianoforte
- Pièce, per violino o flauto e pianoforte (senza titolo)
- Sous-bois, per coro a 4 voci e pianoforte
- Nocturne, per flauto o violino e pianoforte o orchestra
- Renouveau, per coro a 4 voci miste e pianoforte o orchestra
- Maïa, cantata per soprano, tenore, basso e pianoforte
- Frédégonde, cantata per soprano, tenore, basso e pianoforte
- Soleils de septembre, per coro a 4 voci miste e pianoforte o organo
- Les sirènes, per coro a 3 voci femminili e pianoforte o orchestra
- Le soir, per coro a 4 voci e pianoforte o orchestra
- Reflets, per voce e pianoforte
- La tempête, per coro a 3 voci maschili e pianoforte o orchestra
- Soir d'été, pour coro a 4 voci e pianoforte
- La source, per coro e pianoforte o orchestra
- Fugue, per 4 voci (1912)
- Attente, per voce e pianoforte
- Le retour, per voce e pianoforte
- Hymne au soleil, per contralto, coro misto e pianoforte o orchestra
- La nef légère, per coro a 4 voci e pianoforte
- Pour les funérailles d'un soldat, per baritono, coro misto e pianoforte o orchestra
- Fugue, per 4 voci (1913)
- Soir sur la plaine, per soprano, tenore, coro misto e pianoforte o orchestra
- Faust et Hélène, cantata per mezzosoprano, tenore, baritono, coro e orchestra
- D'un jardin clair, per pianoforte
- D'un vieux jardin, per pianoforte
- Cortège, per violino o flauto e pianoforte
- Thème et variations, per pianoforte
- Clairières dans le ciel, ciclo di tredici melodie per canto e pianoforte
- Dans l'immense tristesse, per canto e pianoforte
- Psaume 24: La terre appartient à l'Éternel, per tenore, coro misto, organo e orchestra
- Psaume 129: Ils m'ont assez opprimé, per baritono, coro maschile e orchestra
- Psaume 130: Du fond de l'abîme, per contralto, tenore, coro misto e orchestra
- Vieille prière bouddhique, per tenore, coro misto e pianoforte o orchestra
- D'un matin de printemps, per violino, violoncello o flauto e pianoforte o orchestra
- D'un soir triste, per violino o violoncello e pianoforte o orchestra
- La princesse Maleine, opera in 5 atti dal dramma di Maurice Maeterlinck (incompiuta)
- Pie Jesu, per soprano, quartetto d'archi, arpa e organo

## Discografia parziale
- Lili Boulanger: les mélodies (Clairières dans le ciel — Quatre mélodies — Trois morceaux pour piano), Jean-Paul Fouchécourt (tenore), Sonia de Beaufort (mezzosoprano) e Alain Jacquon (pianoforte), Timpani, 1999.
- Lili Boulanger: Psaume 24 – Faust et Hélène – D'un soir triste – D'un matin de printemps – Psaume 130, City of Birmingham Symphony Chorus, BBC Philharmonic (dir. Yan Pascal Tortelier), Lynne Dawson (mezzosoprano), Ann Murray (mezzosoprano), Bonaventura Bottone (tenore), Neil MacKenzie (tenore), Jason Howard (basso), Chandos Records, 1999.
  - Lili Boulanger: Psaume 24 - Psaume 129 - Vieille prière bouddhique - "Du fond de l'abîme" Psaume 130, Monteverdi Choir, London Symphony Orchestra (dir. John Eliot Gardiner), Sally Bruce-Payne (mezzosoprano) e Julian Podger (tenore), Deutsche Grammophon, 2002. (Questa registrazione è ora presente nel CD edito da BRILLIANT CLASSICS, No. Cat. 9015 - Barcode 5029365901529, uscito nel maggio 2009, insieme alla Sinfonia dei Salmi di Igor Stravinsky).
- Lili Boulanger, Francis Jammes: Clairières dans le ciel - CD Naxos - Poesie tradotte da Maria Luisa Spaziani. A cura di Antonella Bonanno. RueBallu Edizioni, 2009.